# Pokémon Legends: Z-A
Pokémon Legends: Z-A is een aankomende role-playinggame (RPG) die in 2025 wordt uitgebracht voor de Nintendo Switch en Nintendo Switch 2. De game wordt ontwikkeld door Game Freak en uitgegeven door Nintendo en The Pokémon Company.  Het spel maakt deel uit van de negende generatie in de Pokémon-franchise en werd officieel aangekondigd in februari 2024. Legends: Z-A wordt beschouwd als een vervolg op Pokémon X en Y (2013), en keert terug naar de bekende setting van Lumiose City in de Kalos-regio. 

## Verhaal en setting
Het verhaal van Pokémon Legends: Z-A speelt zich volledig af in Lumiose City, het bruisende hart van de Kalos-regio. De stad ondergaat een grootschalig herontwikkelingsproject, bedoeld om een toekomstgerichte leefomgeving te creëren waarin mensen en Pokémon in harmonie samenleven. 
In tegenstelling tot de versie van Lumiose City uit Pokémon X en Y, bevat de vernieuwde stad meer groene zones, waterpartijen en duurzame technologieën. Stadselementen zoals cafés, restaurants en winkelcentra zijn behouden, maar worden gecombineerd met natuurlijke omgevingen zoals parken en rustige waterkanten. 
Centraal in de stad staat de iconische Prism Tower, die opnieuw fungeert als herkenningspunt en mogelijk een belangrijke rol speelt in het verhaal van het spel. 

## Aankondiging en ontwikkeling
Pokémon Legends: Z-A werd aangekondigd op 27 februari 2024, tijdens Pokémon Presents — een online presentatie ter gelegenheid van Pokémon Day. De aankondigingstrailer toonde een futuristische visie van Lumiose City en liet zien dat de stad zich in een proces van transformatie bevindt. Hoewel er nog weinig bekend is over gameplay en verhaallijnen, hint de trailer naar een combinatie van stedelijke verkenning en natuurlijke interactie.
Het spel is de tweede titel in de subreeks Pokémon Legends, na Pokémon Legends: Arceus (2022), en lijkt opnieuw te kiezen voor een actievere, verkennende spelstructuur binnen een bekende regio uit de hoofdserie. 